# Russische Fußballnationalmannschaft/Europameisterschaften
Der Artikel beinhaltet eine ausführliche Darstellung der russischen Fußballnationalmannschaft bei Europameisterschaften. Russland nahm als Teil der UdSSR bzw. der GUS an den Europameisterschaften 1960 bis 1992 teil. In der 1960er Europameistermannschaft stellten russische Spieler das größte Kontingent, während 1988 nur Rinat Dassajew, Wagis Chidijatullin und Sergei Dmitrijew russische Spieler waren und ukrainische Spieler, insbesondere von Dynamo Kiew den Großteil des Vizeeuropameisters stellten. Nach der Auflösung der Sowjetunion in mehrere selbständige Staaten nahm Russland erstmals an der Qualifikation zur EM 1996 teil und konnte sich auf Anhieb qualifizieren. Seitdem wurde lediglich die Qualifikation für die EM 2000 nicht geschafft, aber nur einmal die Vorrunde überstanden. Russland traf dabei bis einschließlich 2008 in der Vorrunde immer auf den späteren Europameister.

## Übersicht
| Jahr | Gastgeberland           | Teilnahme bis …    | Letzter Gegner | Ergebnis | Trainer                   | Bemerkungen und Besonderheiten |
| ---- | ----------------------- | ------------------ | -------------- | -------- | ------------------------- | --- |
| 1996 | England                 | Vorrunde           | Tschechien     | –        | Oleg Romanzew             | Nach zwei Niederlagen und einem Remis als Gruppenletzter ausgeschieden |
| 2000 | Niederlande und Belgien | nicht qualifiziert |                |          |                           | In der Qualifikation an Weltmeister Frankreich und der Ukraine gescheitert, die sich ebenfalls nicht qualifizieren konnte. |
| 2004 | Portugal                | Vorrunde           | Griechenland   | –        | Georgi Jarzew             | Nach zwei Niederlagen und einem Sieg gegen den späteren Europameister Griechenland als Gruppenletzter ausgeschieden. |
| 2008 | Österreich und Schweiz  | Halbfinale         | Spanien        | –        | Guus Hiddink              | Niederlage gegen den späteren Europameister |
| 2012 | Polen und Ukraine       | Vorrunde           | Griechenland   | –        | Dick Advocaat             | Nach einem Sieg, einem Unentschieden gegen Co-Gastgeber Polen und einer Niederlage als Gruppendritter ausgeschieden. |
| 2016 | Frankreich              | Vorrunde           | Wales          | –        | Leonid Sluzki             | Nach einem Remis gegen England und Niederlagen gegen die Slowakei und Wales als Gruppenletzter ausgeschieden. |
| 2021 | Europa                  | Vorrunde           | Dänemark       |          | Stanislaw Tschertschessow | Russland stellte mit der Gazprom-Arena eine Spielstätte für zunächst drei Gruppenspiele und ein Viertelfinalspiel, musste sich aber selber noch qualifizieren, was am 13. Oktober 2019 vorzeitig gelang. Russland hat zwei Gruppenspiele in Sankt Petersburg austragen, wo die Russen auf Belgien und Finnland trafen. Zudem spielten sie in Kopenhagen gegen Dänemark. Nach Streichung von Dublin wurden drei zusätzliche Gruppenspiele in der Gazprom-Arena durchgeführt. Nach Niederlagen gegen Belgien und Dänemark und einem Sieg gegen Finnland als Gruppenletzter ausgeschieden. |
| 2024 | Deutschland             | ausgeschlossen     |                |          |                           | Die Mannschaft wurde wegen des russischen Überfalls auf die Ukraine suspendiert. |

## Die Turniere

### EM 1996
Für die EM 1996, die erstmals mit 16 Mannschaften ausgetragen wurde, mussten sich die Russen gegen Griechenland, Schottland, Finnland, die Färöer und San Marino qualifizieren. Russland wurde mit acht Siegen und zwei Remis gegen den Gruppenzweiten Schottland ungeschlagen Gruppensieger, da die Schotten ein Spiel in Griechenland verloren.
Bei der Endrunde wurden die Russen in eine Gruppe mit Vizeeuropameister Deutschland, Italien und den auch erstmals teilnehmenden Tschechen gelost. In ihren ersten EM-Spiel gerieten sie gegen Italien bereits in der fünften Minute in Rückstand. Ilja Zymbalar konnte zwar sechs Minuten später mit dem ersten EM-Tor für Russland ausgleichen, Pierluigi Casiraghi, der schon das 1:0 für Italien erzielt hatte, gelang aber in der zweiten Halbzeit der Siegtreffer für die Azzurri. Im zweiten Spiel gegen Deutschland hielten sie 55 Minuten lang das 0:0, dann gelang Matthias Sammer das 1:0 für die Deutschen. Nach einer Roten Karte für Juri Kowtun in der 71. Minute nutzten die Deutschen die Überzahl und legten noch zwei Tore nach. Damit benötigte Russland im letzten Spiel gegen Tschechien einen Sieg mit zwei Toren Differenz und musste zudem darauf hoffen, dass Italien gegen Deutschland verlor. Aber weder das eine noch das andere trat ein. Italien kam zwar trotz Überlegenheit nur zu einem torlosen Remis gegen Deutschland, wäre dabei aber bei einem Sieg der Russen für das Viertelfinale qualifiziert gewesen. Und Russland geriet schnell mit 0:2 in Rückstand, konnte dann zwar in der zweiten Halbzeit mit 3:2 in Führung gehen, ein Tor in der 90. Minute brachte den Tschechen aber den Ausgleich und den Einzug ins Viertelfinale, da sie den direkten Vergleich gegen Italien gewonnen hatten. Russland verabschiedete sich damit für 8 Jahre von der EM-Bühne und Nationaltrainer Oleg Romanzew wurde entlassen. Deutsche und Tschechen trafen sich im Finale wieder, wo den Tschechen fast die Revanche für die Auftaktniederlage gelungen wäre. Zwei Tore von Oliver Bierhoff drehten das Spiel aber noch und Deutschland wurde als erste Mannschaft zum dritten Mal Europameister, gewann danach aber bis 2008 kein EM-Spiel mehr.

### EM 2000
Für die EM 2000 musste sich Russland gegen Weltmeister Frankreich, die Ukraine, Island, Armenien und Andorra qualifizieren. Russland startete mit einer 2:3-Niederlage in der Ukraine, verlor dann auch das Heimspiel gegen Frankreich mit 2:3 und in Island mit 0:1. Daraufhin wurde Oleg Romanzew erneut Nationaltrainer. Unter ihm gelangen sechs Siege in Folge und nur das letzte Spiel gegen die Ukraine endete 1:1. Hierdurch fehlten den Russen aber zwei Punkte um die Playoffs der Gruppenzweiten zu erreichen, in denen die Ukraine an Slowenien scheiterte. Romanzew blieb zunächst im Amt und führte Russland zur WM 2002, trat aber nach dem Vorrundenaus zurück. Gruppensieger Frankreich wurde dann bei der EM 2000 als erster Weltmeister auch Europameister.

### EM 2004
In der Qualifikation für die EM 2004 traf Russland, das nun von Waleri Gassajew trainiert wurde, auf die Schweiz, Irland, Albanien und Georgien. Russland begann mit Siegen gegen Irland (4:2) und Albanien (4:1), verlor dann aber in Albanien gegen die von Hans-Peter Briegel trainierten Albaner mit 1:3. Es folgten eine Niederlage in Georgien (0:1) und Remis gegen die Schweiz (2:2) sowie Irland (1:1), woraufhin Gassajew entlassen wurde. Unter dem neuen Coach Georgi Jarzew gelang es, das Ruder noch rumzureißen und mit Siegen gegen die Schweiz und Georgien Platz 2 zu erreichen. Damit hatten sie noch die Chance, über die Playoffs der Gruppenzweiten gegen Wales die EM zu erreichen. Nach einem torlosen Remis in Moskau gewannen sie durch ein Tor von Wadim Jewsejew mit 1:0 und durften damit zur EM fahren.
Bei der Auslosung wurden sie in eine Gruppe mit Gastgeber Portugal, Spanien und Griechenland gelost. Im Auftaktspiel verloren sie nicht nur mit 0:1 gegen Spanien, sondern auch Roman Scharonow durch eine Gelb-rote Karte. Auch das zweite Spiel beendeten sie in Unterzahl: nach einem frühen Rückstand erhielt Torhüter Sergei Owtschinnikow in der 45. Minute aufgrund eines Handspiels außerhalb des Strafraums die Rote Karte. In Unterzahl mussten sie dann eine Minute vor dem Ende noch das 0:2 hinnehmen. Damit waren die Russen bereits nach zwei Spielen ausgeschieden, gaben im letzten Spiel gegen Griechenland aber noch mal Alles und gewannen mit 2:1. Dabei erzielte Dmitri Kiritschenko das schnellste Tor der EM-Geschichte nach 67 Sekunden zum 1:0. Russland kassierte aber sechs Gelbe Karten. Die vom Deutschen Otto Rehhagel trainierten, unterlegenen Griechen waren aber für das Viertelfinale qualifiziert und gewannen letztlich sensationell den Titel.

### EM 2008

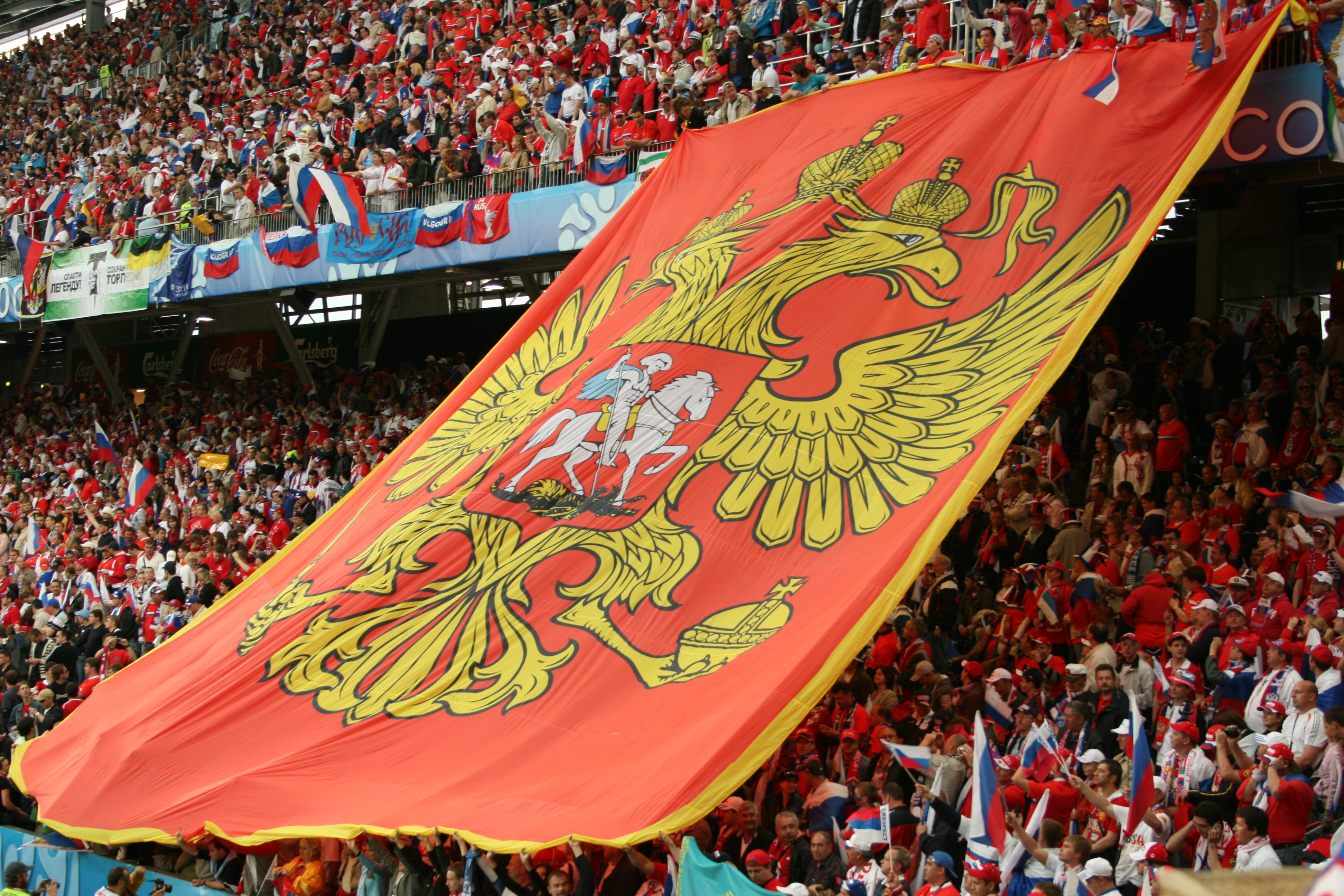
Russische Fans beim Spiel gegen Griechenland

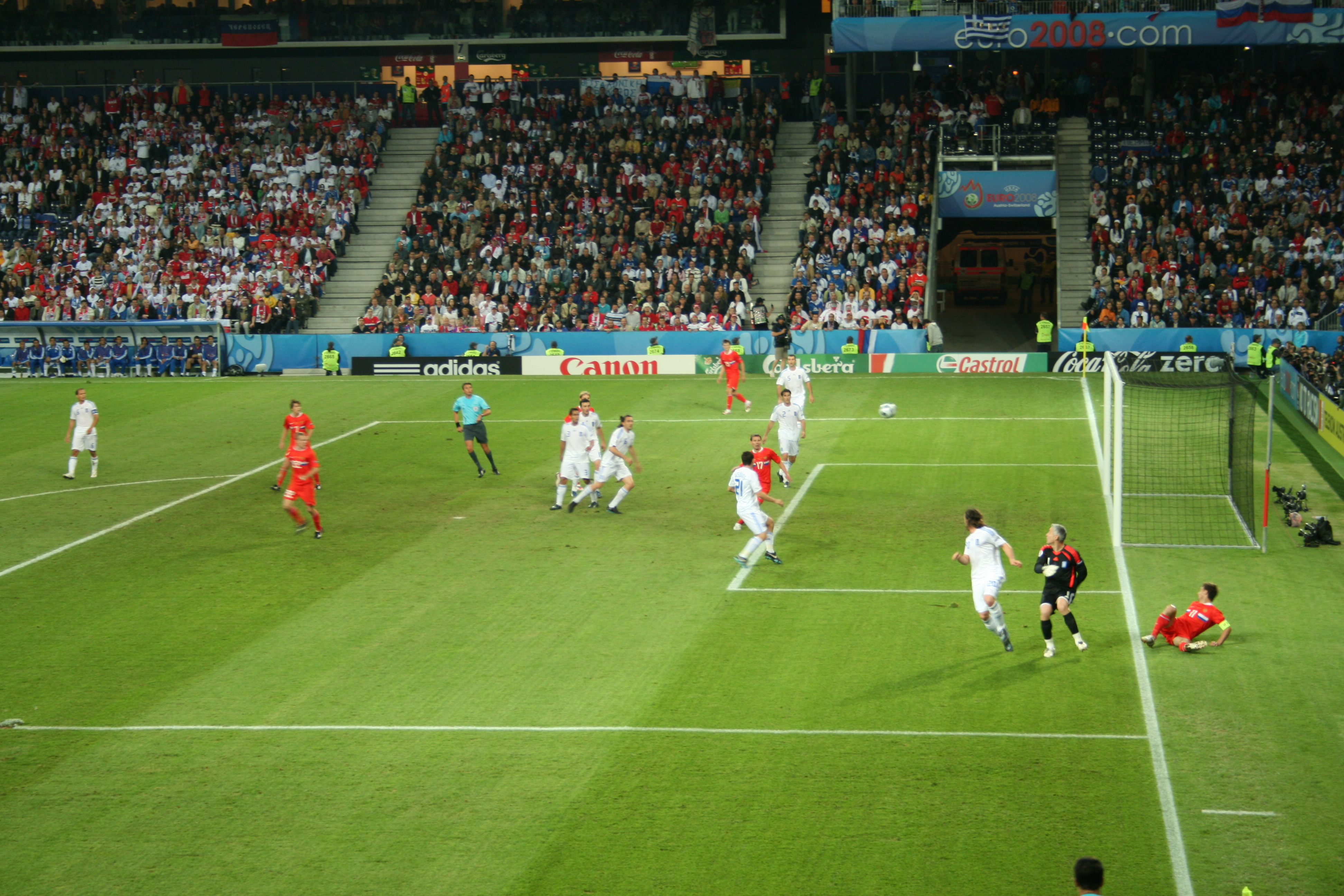
1:0 durch Konstantin Syrjanow

Für die Europameisterschaft 2008 konnte sich Russland, das nun vom Niederländer Guus Hiddink trainiert wurde, ebenfalls qualifizieren. In einer Gruppe mit Kroatien, England, Israel, Mazedonien, Estland und Andorra begann Russland mit zwei Remis in den Heimspielen gegen Kroatien und Israel. Danach wurden aber vier Spiele ohne Gegentor gewonnen. Nach einem 0:0 in Kroatien und einem 0:3 in England wurde es aber wieder kritisch. Ein 2:1 gegen England brachte dann aber wieder Hoffnung, die aber durch ein 1:2 in Island wieder genommen wurde. Dank der bereits für die EM qualifizierten Kroaten, die in England mit 3:2 gewannen, wurde Russland dann aber doch noch Zweiter mit einem Punkt vor England und war damit für die EM qualifiziert.
Bei der Endrunde wurde Russland wieder in eine Gruppe mit Spanien und Europameister Griechenland sowie Schweden gelost. Im Auftaktspiel verloren sie mit 1:4 gegen Spanien, gegen Griechenland gelang dann ein 1:0. Damit war der Titelverteidiger, der auch das erste Spiel gegen Schweden verloren hatte, bereits nach zwei Spielen ausgeschieden. Russland und Schweden spielten im letzten Spiel um Platz 2 und durch ein 2:0 erreichte Russland erstmals das Viertelfinale. Hier trafen sie auf die Niederlande, die in ihrer Gruppe die beiden Finalisten der WM 2006 Italien und Frankreich souverän ausgeschaltet hatte und daher als Favorit galt. Im besten EM-Spiel der Russen konnten diese aber mit 3:1 nach Verlängerung gewinnen. Im Halbfinale trafen sie erneut auf den Gruppengegner Spanien und verloren mit 0:3. Spanien konnte dann im Finale erstmals nach 44 Jahren wieder den Titel gewinnen und wurde zwei Jahre später auch Weltmeister.

### EM 2012

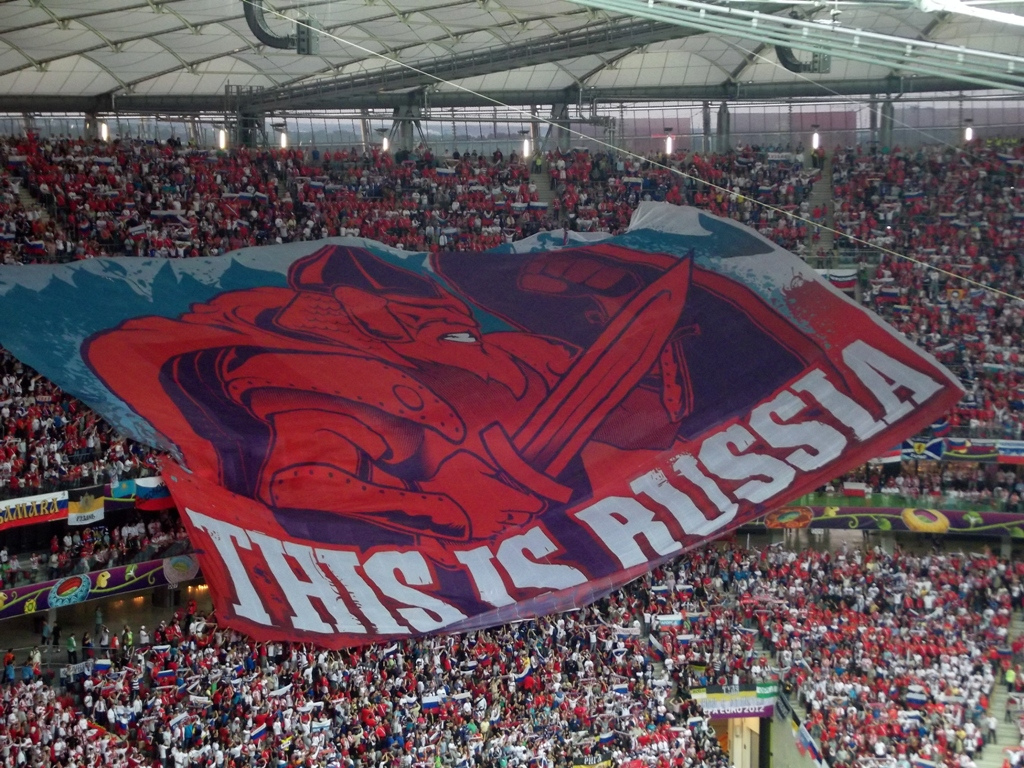
Russische Fans beim Spiel gegen Polen

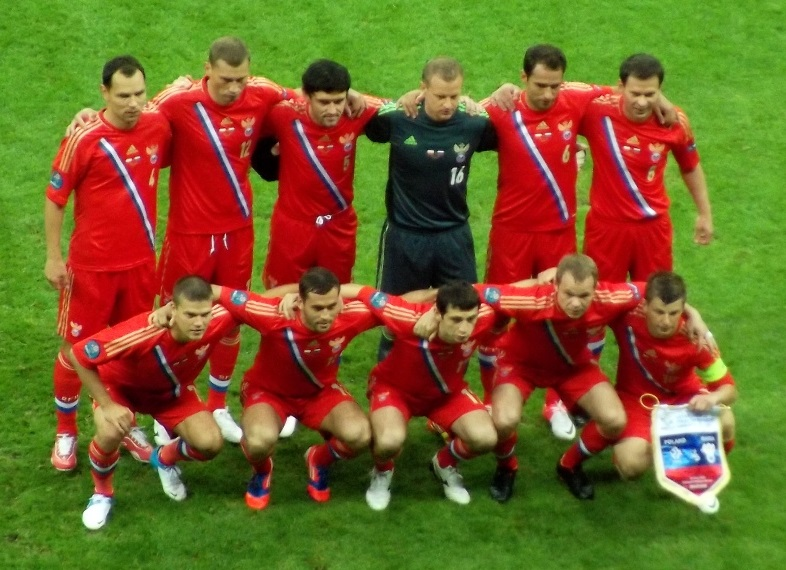
Die Mannschaft vor dem Spiel gegen Polen

Für die EM 2012 hatte sich auch Russland beworben. Am 18. April 2007 erhielt aber Polen zusammen mit der Ukraine den Zuschlag. Weitere Konkurrenten bei der Bewerbung waren Aserbaidschan, Griechenland, Italien, Rumänien und die Türkei sowie Kroatien und Ungarn ebenfalls mit einer Gemeinschaftsbewerbung. Russland musste damit erneut in die Qualifikation. In einer Grupe mit Irland, überraschend starken Armeniern, der Slowakei, Mazedonien und Andorra verloren die nun von Dick Advocaat trainierten Russen nur das Heimspiel gegen die Slowakei. Mit sieben Siegen und zwei Remis in den anderen Spielen wurde aber Platz 1 vor Irland belegt, das sich in den Playoffs der Gruppenzweiten gegen Estland durchsetzte.
Bei der Auslosung der Endrundengruppen wurde Russland in eine Gruppe mit Co-Gastgeber Polen, wieder Ex-Europameister Griechenland sowie Tschechien gelost. Im Auftaktspiel gegen die Tschechen gewannen sie mit 4:1, wobei Alan Dsagojew zwei Tore erzielte. Gegen Polen gelang ihm zwar auch wieder das 1:0, die Polen konnten aber noch ausgleichen und dabei blieb es bis zum Schluss. Vor dem letzten Spiel gegen die Griechen lagen die Russen damit auf Platz 1 der Tabelle, die Griechen auf dem letzten Platz und Russland benötigte nur noch einen Punkt um das Viertelfinale zu erreichen. Dem griechischen Kapitän Giorgos Karagounis gelang aber in der Nachspielzeit der ersten Halbzeit das 1:0 und das verteidigten die Griechen bis zum Ende. Beide waren damit punktgleich, die Russen hatten zwar die bessere Gesamttordifferenz, da aber der direkte Vergleich bei Punktgleichheit zählte, lagen die Griechen vor Russland und da Tschechien im Parallelspiel gegen Polen gewann, waren die Tschechen trotz der 1:4-Auftaktniederlage gegen Russland Gruppensieger. Griechen und Tschechen scheiterten dann aber im Viertelfinale an Deutschland und Portugal, die ihrerseits das Halbfinale nicht überstanden. Mit dem Vorrundenaus endete auch die Tätigkeit von Dick Advocaat als Nationaltrainer, der aber schon vor der EM seinen Rücktritt angekündigt hatte. Ihm folgte der Italiener Fabio Capello, der Russland dann zur WM 2014 führte und auch nach dem Vorrundenaus im Amt blieb.

### EM 2016

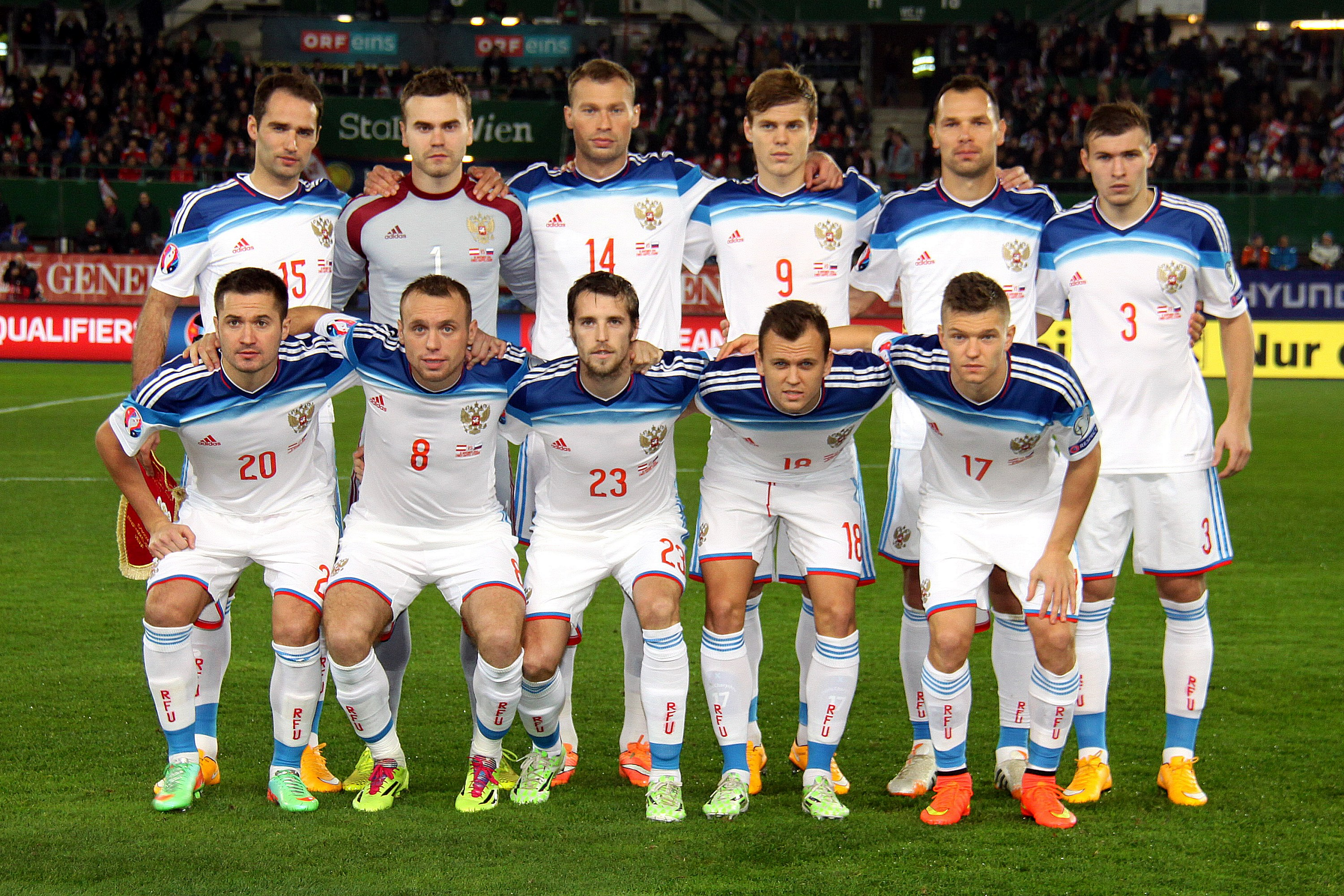
Die russische Mannschaft vor dem Spiel gegen Österreich am 15. November 2014

An der EM nehmen erstmals 24 Mannschaften teil. Für die Auslosung der Qualifikationsgruppen, die am 23. Februar 2014 erfolgte, waren die Russen in Topf 1 gesetzt. Russland wurde in Gruppe G gelost und als Gruppengegner Schweden, Österreich, Moldau und Liechtenstein sowie erstmals auf Montenegro.
Die beiden Gruppenersten qualifizieren sich direkt für die EM-Endrunde. Sollte die drittplatzierte Mannschaft bester Gruppendritter sein, ist sie ebenfalls direkt qualifiziert. Die übrigen Gruppendritten spielen in Playoffs vier weitere Teilnehmer aus.
Russland startete mit einem 4:0 gegen Liechtenstein, kam dann aber nur zu zwei 1:1 in Schweden sowie gegen die Moldau und verlor dann in Österreich mit 0:1. Im letzten Spiel der ersten Halbserie in Montenegro wurde Torhüter Igor Akinfejew kurz nach dem Anpfiff von einem Feuerwerkskörper am Kopf getroffen, woraufhin das Spiel unterbrochen wurde. Das Spiel wurde zunächst wieder freigegeben, nach 67 Minuten jedoch endgültig abgebrochen, da Gegenstände auf das Spielfeld geworfen wurden. Das Spiel wurde von der UEFA mit 3:0 für Russland gewertet. Damit lag Russland nach fünf Spielen auf Platz 3 der Gruppe und hatte schon fünf Punkte Rückstand auf Spitzenreiter Österreich, der sich nach einer Heimniederlage gegen die Österreicher im sechsten Spiel auf acht Punkte vergrößerte. Mit zwei Siegen in den folgenden Spielen, u. a. gegen den direkten Konkurrenten Schweden und einem 7:0-Rekordsieg gegen Liechtenstein, sprang Russland – da Schweden sein Heimspiel gegen Österreich verlor – aber auf Platz 2 und wahrte damit die Chance auf die direkte Qualifikation. Durch zwei weitere Siege in den beiden letzten Spiele blieb Russland auf den zweiten Platz und qualifizierte sich damit für die Endrunde.
Für die Gruppenauslosung am 12. Dezember 2015 war Russland aufgrund des UEFA-Koeffizienten Topf 2 zugeordnet und wurde der Gruppe mit England, der Slowakei und Wales zugelost. Gegen England gelang durch einen Last-Minute-Ausgleich im ersten Spiel der einzige Punktgewinn, denn gegen die Slowakei und Wales wurden die beiden folgenden Spiele verloren und als Gruppenletzte schieden die Russen nach der Vorrunde aus. Am 30. Juni 2016 trat dann Nationaltrainer Leonid Sluzki von seinem Amt zurück. Ihn beerbte Stanislaw Tschertschessow.

### EM 2021
Für die paneuropäische EM hatte sich Russland mit der Gazprom-Arena als Spielstätte für drei Gruppenspiele und ein K.-o.-Spiel beworben und erhielt die Zusage für drei Gruppenspiele und ein Viertelfinalspiel. Wie alle anderen Ausrichterländer, musste sich aber auch Russland noch qualifizieren. Gruppengegner waren Belgien, Zypern, Schottland, Kasachstan und San Marino. Die Russen starteten mit einer 1:3-Niederlage in Belgien, gewannen dann aber die nächsten sieben Spiele. Da sich außer Belgien, das kein Spiel verlor und sich am 10. Oktober 2019 als erste Mannschaft qualifizieren konnte, die anderen Mannschaften gegenseitig Punkte wegnahmen, konnten sich die Russen am 13. Oktober 2019 ebenfalls vorzeitig qualifizieren.
Russland wird zwei Gruppenspiele in St. Petersburg austragen. Da am 7. Dezember 2017 von der UEFA festgelegt worden war, dass die Spiele der Gruppe B in Sankt Petersburg und Kopenhagen stattfinden, war schon vor der am 30. November 2019 durchgeführten Auslosung klar, dass Russland und die ebenfalls qualifizierten Dänen in Gruppe B spielen. Weil beide für die Auslosung Topf 2 und 3 zugeordnet waren und ihnen somit noch eine Mannschaft aus Topf 1 zugelost bzw. zugeordnet werden musste, kam als weiterer Gegner Belgien hinzu. Denn in Topf 1 war neben Belgien nur noch die Ukraine als Nichtgastgeber vertreten, die aus politischen Gründen nicht in eine Gruppe mit Russland konnte. Zugelost wurde dann nur noch Finnland.

### EM 2024
Nach dem russischen Überfall auf die Ukraine wurden alle russischen Mannschaften von laufenden UEFA-Wettbewerben ausgeschlossen und da sich auch sieben Monate nach Beginn des Überfalls kein Rückzug der russischen Truppen abzeichnete, wurde die russische Mannschaft auch nicht für die Qualifikation zur EM 2024 zugelassen.

## Spieler mit den meisten Einsätzen bei Europameisterschaften
| Spiele | Spieler                | Jahr (Spiele)                          |
| ------ | ---------------------- | -------------------------------------- |
| 10     | Sergei Ignaschewitsch  | 2008 (4), 2012 (3), 2016 (3)           |
| 9      | Alexander Anjukow      | 2004 (1), 2008 (5), 2012 (3)           |
|        | Juri Schirkow          | 2008 (5), 2012 (3), 2021 (1)           |
| 8      | Igor Akinfejew         | 2004 (0), 2008 (5), 2012 (0), 2016 (3) |
|        | Roman Pawljutschenko   | 2008 (5), 2012 (3)                     |
| 7      | Konstantin Syrjanow    | 2008 (5), 2012 (2)                     |
|        | Roman Schirokow        | 2008 (1), 2012 (3), 2016 (3)           |
| 6      | Andrei Arschawin       | 2008 (3), 2012 (3)                     |
|        | Igor Semschow          | 2004 (1), 2008 (5), 2012 (0)           |
| 5      | Wassili Beresuzki      | 2012 (2), 2016 (3)                     |
|        | Dinijar Biljaletdinow  | 2008 (5)                               |
|        | Andrei Kantschelskis   | 1992 (3)*, 1996 (2)                    |
|        | Igor Kolywanow         | 1992 (3)*, 1996 (3)                    |
|        | Wjatscheslaw Malafejew | 2004 (2), 2008 (0), 2012 (3)           |
|        | Wiktor Onopko          | 1992 (3)*, 1996 (2)                    |
|        | Wladislaw Radimow      | 1996 (3), 2004 (2)                     |
|        | Dmitri Sytschow        | 2004 (2), 2008 (3)                     |

Anmerkung: Kantschelskis und Onopko als Ukrainer für die GUS (*) und Russland.

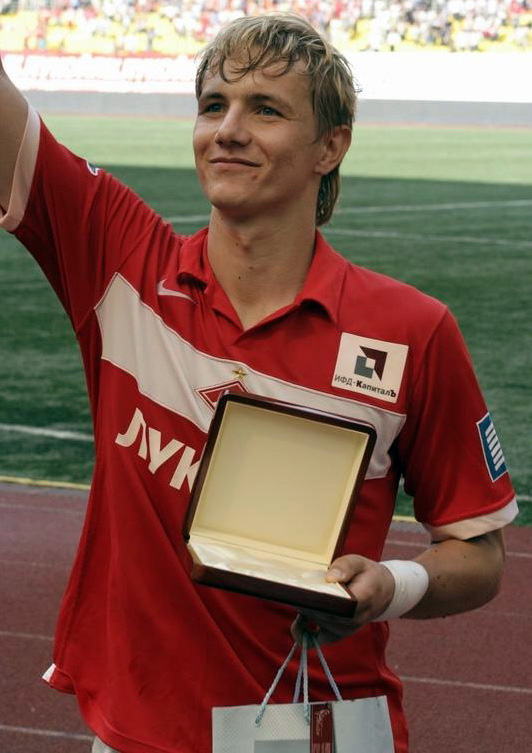
Roman Pawljutschenko, Spieler mit den meisten EM-Toren für Russland

## Spieler mit den meisten Toren bei Europameisterschaften
| Tore | Spieler                          | Jahr (Tore)          |
| ---- | -------------------------------- | -------------------- |
| 4    | Roman Pawljutschenko             | 2008 (3), 2012 (1)   |
| 3    | Alan Dsagojew                    | 2012 (3)             |
|      | Walentin Iwanow                  | 1960 (2)*, 1964 (1)* |
|      | Wiktor Ponedelnik                | 1960 (2)*, 1964 (1)* |
| 2    | Andrei Arschawin                 | 2008 (2), 2012 (0)   |
| 1    | 11 Spieler für Russland          |                      |
| 1    | 3 Spieler für die UdSSR bzw. GUS |                      |

Anmerkung: * für die UdSSR
Stand: 12. Juni 2021

## Bei Europameisterschaften gesperrte Spieler
- 1996 erhielt Juri Kowtun im zweiten Gruppenspiel gegen Deutschland die Rote Karte und war für das letzte Gruppenspiel  ebenso wie Kapitän Wiktor Onopko gesperrt, der die zweite Gelbe Karte erhalten hatte.
- 2004 erhielt Roman Scharonow im ersten Gruppenspiel die Gelb-rote Karte. Er war für das zweite Gruppenspielgesperrt. Torwart Sergei Owtschinnikow erhielt in diesem aufgrund eines Handspiels außerhalb des Strafraums die Rote Karte, er war für das letzte Gruppenspiel ebenso gesperrt wie Alexei Smertin, der die zweite Gelbe Karte erhalten hatte. Die zweite Gelbe Karte für Dmitri Alenitschew im letzten Gruppenspiel hatte keinen Effekt, da Russland ausschied.
- 2008 erhielten Denis Kolodin und Dmitri Torbinski im Viertelfinale die zweite Gelbe Karte und waren für das Halbfinale gesperrt. Die zweite Gelbe Karte für Juri Schirkow im Halbfinale hatte dann keine Wirkung, da Russland ausschied.
- 2012 erhielt Alan Dsagojew im letzten Gruppenspiel die zweite Gelbe Karte, da Russland ausschied, hatte sie keinen Effekt.

## Anteil der im Ausland spielenden Spieler im EM-Kader
Legionäre stellten nur im ersten EM-Kader das Hauptkontingent. Viele russische Spieler waren nach dem Umbruch im Ostblock in den Westen gewechselt, konnten sich aber dort oft nicht durchsetzen und kehrten dann in ihre Heimat zurück. In den folgenden EM-Kadern wurden dann nur noch sehr wenige Legionäre eingesetzt. Bei der WM 2014 war Russland dann sogar die einzige Mannschaft ohne Legionäre im Kader, da auch die russischen Vereine ihre Spieler mittlerweile gut bezahlen können.
| Jahr (Spiele) | Anzahl (Länder)                                                                                                   | Spieler (Einsätze) |
| ------------- | --- | --- |
| 1996 (3)      | 13 (3 in Deutschland, 2 in England, 1 in Frankreich, 3 in Italien, 1 in Österreich, 1 in Portugal, 2 in Spanien ) | Igor Dobrowolski (1), Sergei Kirjakow (1), Wladimir Bestschastnych (1); Dmitri Charin (2), Andrei Kantschelskis (2); Alexander Mostowoi (3); Igor Simutenkow (2), Igor Schalimow (1), Igor Kolywanow (3), Stanislaw Tschertschessow (1); Wiktor Onopko (2), Waleri Karpin (3) |
| 2004 (3)      | 3 (1 in England, 1 in Portugal, 1 in Spanien )                                                                    | Alexei Smertin (2); Dmitri Alenitschew (3); Alexander Mostowoi (1) |
| 2008 (5)      | 1 (in Deutschland)                                                                                                | Iwan Sajenko (4) |
| 2012 (3)      | 2 (1 in England, 1 in Portugal)                                                                                   | Pawel Pogrebnjak (1); Marat Ismailow (2) |
| 2016 (3)      | 1 (1 in Deutschland)                                                                                              | Roman Neustädter (2) |
| 2021 (1)      | 4 (1 in Frankreich, 1 in Italien, 1 in Spanien, 1 in der Türkei)                                                  | Alexander Golowin (1); Alexei Mirantschuk (1); Denis Tscheryschew (1); Fjodor Kudrjaschow |

Stand: 12. Juni 2021

## Besonderheiten
- Die längste Serie ohne Sieg: 9 Spiele konnte die UdSSR/GUS/Russland zwischen 1988 (Finale) und 2004 nicht gewinnen.
- Die UdSSR bzw. Russland spielte am häufigsten (9×) gegen den späteren Europameister (1964, 1968, 1972, 1988 (2×), 1996, 2004, 2008 (2×))

## Spiele
Russland bestritt bisher 18 EM-Spiele, davon wurden fünf gewonnen, drei endeten remis und zehn wurden verloren. Ein Spiel musste verlängert werden und wurde in der Verlängerung gewonnen.
Die Russen nahmen nie am Eröffnungsspiel der EM teil, spielten aber zweimal gegen den Gastgeber. Sie spielten einmal (2008 in der Vorrunde) gegen den Titelverteidiger und viermal gegen den späteren Europameister: 1996, 2004 und 2008 in der Vorrunde und 2008 im Halbfinale nochmals gegen Spanien.
Griechenland und Spanien sind mit je drei Spielen die häufigsten Gegner.
Gegen diese Länder gab es die höchsten Siege bei EM-Turnieren:
- Niederlande: Viertelfinale 2008 3:1 n. V.
- Tschechien: Vorrunde 2012 4:1 (einziger Sieg gegen Tschechien)

Gegen diese Länder kassierte Russland die höchste Niederlage bei EM-Turnieren:
- Belgien: 2021 Vorrunde 0:3(zudem ein 1:4 in der EM-Qualifikation 2021)
- Griechenland: 2012 Vorrunde 0:1 (zudem ein 0:1 in der WM-Qualifikation 1994)
- Spanien: 2008 Vorrunde 1:4 und Halbfinale 0:3
- Slowakei: 2016 Vorrunde 1:2 (zudem ein 0:1 in der EM-Qualifikation 2012 und ein 1:2 in einem Freundschaftsspiel)
- Wales: 2016 Vorrunde 0:3 (erste Niederlage gegen Wales)

### Rekorde
- Der schnellste Torschützen: Dmitri Kiritschenko nach 67 Sekunden 2004 im Vorrundenspiel Russland – Griechenland (Endstand 2:1). Er unterbot damit den Rekord von Sjarhej Alejnikau (UdSSR), der am 18. Juni 1988  im Vorrundenspiel gegen England  nach 2:07 Minuten das 1:0 erzielt hatte (Endstand 3:1)

### Negativrekorde
- Die höchsten Niederlagen im Halbfinale: Russland – Spanien (2008), Tschechoslowakei – UdSSR (1960) und Dänemark – UdSSR (1964) alle 0:3
- Gegen den russischen Fußballverband RFS wurden wegen Fehlverhaltens seiner Fans während der Vorrunde 2012 Geldstrafen von insgesamt 185.000 Euro verhängt, außerdem ein Sechs-Punkte-Abzug auf Bewährung für die nächste EM-Qualifikation.[9]

| Alle EM-Spiele |               |           |                   |   |                                 |               | |
| Nr.            | Datum         | Ergebnis  | Gegner            |   | Austragungsort                  | Anlass        | Bemerkungen |
| 1              | 11. Juni 1996 | 1:2       | Italien           | * | Liverpool (ENG)                 | Gruppenspiel  | |
| 2              | 16. Juni 1996 | 0:3       | Deutschland       | * | Manchester (ENG)                | Gruppenspiel  | |
| 3              | 19. Juni 1996 | 3:3       | Tschechien        | * | Liverpool (ENG)                 | Gruppenspiel  | Erstes Spiel gegen Tschechien, letztes Spiel in der ersten Amtszeit von Oleg Romanzew                                                 |
| 4              | 12. Juni 2004 | 0:1       | Spanien           | * | Faro-Loulé (POR)                | Gruppenspiel  | |
| 5              | 16. Juni 2004 | 0:2       | Portugal          | A | Lissabon (POR)                  | Gruppenspiel  | |
| 6              | 20. Juni 2004 | 2:1       | Griechenland      | * | Faro-Loulé (POR)                | Gruppenspiel  | |
| 7              | 10. Juni 2008 | 1:4       | Spanien           | * | Innsbruck (AUT)                 | Gruppenspiel  | |
| 8              | 14. Juni 2008 | 1:0       | Griechenland (TV) | * | Salzburg (AUT)                  | Gruppenspiel  | |
| 9              | 18. Juni 2008 | 2:0       | Schweden          | * | Innsbruck (AUT)                 | Gruppenspiel  | |
| 10             | 21. Juni 2008 | 3:1 n. V. | Niederlande       | * | Basel (SUI)                     | Viertelfinale | |
| 11             | 26. Juni 2008 | 0:3       | Spanien           | * | Wien (AUT)                      | Halbfinale    | |
| 12             | 8. Juni 2012  | 4:1       | Tschechien        | * | Breslau (POL)                   | Gruppenspiel  | |
| 13             | 12. Juni 2012 | 1:1       | Polen             | A | Warschau (POL)                  | Gruppenspiel  | |
| 14             | 16. Juni 2012 | 0:1       | Griechenland      | * | Warschau (POL)                  | Gruppenspiel  | Russland scheidet als Gruppendritter aus, letztes Spiel unter Dick Advocaat                                                           |
| 15             | 11. Juni 2016 | 1:1       | England           | * | Marseille (FRA)                 | Gruppenspiel  | |
| 16             | 15. Juni 2016 | 1:2       | Slowakei          | * | Villeneuve-d’Ascq (Lille) (FRA) | Gruppenspiel  | |
| 17             | 20. Juni 2016 | 0:3       | Wales             | * | Toulouse (FRA)                  | Gruppenspiel  | Erste Niederlage gegen Wales, letztes Spiel unter Leonid Sluzki                                                                       |
| 18             | 12. Juni 2021 | 0:3       | Belgien           | H | Sankt Petersburg                | Gruppenspiel  | |
| 19             | 16. Juni 2021 | 1:0       | Finnland          | H | Sankt Petersburg                | Gruppenspiel  | |
| 20             | 21. Juni 2021 | 1:4       | Dänemark          | A | Kopenhagen (DNK)                | Gruppenspiel  | Aufgrund der schlechteren Tordifferenz im direkten Vergleich mit den punktgleichen Dänen und Finnen als Gruppenvierter ausgeschieden. |

## Russische Spieler in der Mannschaft der UdSSR  und der GUS bei Europameisterschaften
- 1960: German Apuchtin (0), Walentin Bubukin (2), Walentin Iwanow (2),  Lew Jaschin (2), Wladimir Kessarew (0), Juri Kowaljow (0), Anatoli Krutikow (2), Anatoli Masljonkin (2), Igor Netto  (2), Wiktor Ponedelnik (2), Juri Woinow (2), Wiktor Zarjow (0)
- 1964: Wiktor Anitschkin (2), Galimsjan Chussainow (2), Wladimir Glotow (0), Gennadi Gussarow (1), Walentin Iwanow  (2), Lew Jaschin (2), Oleg Kopajew (0), Alexei Kornejew (1), Eduard Malofejew (0), Wiktor Ponedelnik (2), Albert Schesternjow (2), Wiktor Schustikow (2), Igor Tschislenko (2), Waleri Woronin (2)
- 1968: Walentin Iwanowitsch Afonin (2), Wiktor Anitschkin (0), Gennadi Jewrjuschichin (2), Alexander Lenew (0), Gennadi Logofet (2), Eduard Malofejew (2), Jewgeni Rudakow (0), Albert Schesternjow  (2), Igor Tschislenko (0)
- 1972: Anatoli Baidatschny (2), Oleg Dolmatow (1), Gennadi Jewrjuschichin (0), Wiktor Kolotow (2), Boris Kopeikin (0), Alexander Machowikow (0), Jewgeni Rudakow (2)
- 1988: Wagis Chidijatullin (5), Rinat Dassajew (5), Sergei Dmitrijew (0)
- 1992: Dmitri Charin (3), Igor Dobrowolski (3), Andrei Iwanow (1), Andrei Kantschelskis (3), Sergei Kirjakow (2), Igor Kolywanow (2), Igor Kornejew (1), Dmitri Kusnezow (3), Igor Ledjachow (0), Igor Schalimow (1), Wiktor Onopko (3), Andrei Tschernyschow (3), Stanislaw Tschertschessow (0)